# Kofotecnología
La Kofotecnología es la utilización de las tecnologías de información y comunicación (TIC) y otros materiales en la mejora de los procesos de atención de la población con discapacidad auditiva en ámbitos sociales, laborales y educativos. Sus aplicaciones tendrán como objetivo compensar sus dificultades, evaluar sus capacidades, mejorar su comunicación, facilitar sus procesos de aprendizaje, convertirse en una oportunidad de empleo, aumentar sus posibilidades de interacción social y permitirles una sana recreación en un ambiente menos restrictivo (Torres, 2009, p. 1).
El término Kofotecnología (Torres, 2009, p. 1) se compone de tres raíces griegas: kophos, technos y logos. Kophos (Kofos) significa sordo en griego, teniendo su origen probable en el hebreo utilizado para la escritura de la Biblia (Hervás, 1795, p. 23). Technos es una raíz griega que significa “Arte”, mientras que Logos significa “tratado”. Se ha reconocido ampliamente el término tecnología en español, por lo que no se requiere mayor explicación al respecto.
Consideraremos a la Asistencia Tecnológica como parte de la Kofotecnología, entendiendo que ésta no se reduce a las TIC sino que se amplia a “cualquier objeto, equipo, sistema, producto, adaptación y servicio cuyo propósito es el de suplir, aumentar, mantener o mejorar las capacidades funcionales de las personas con discapacidad para realizar todas aquellas actividades que de otra forma no podrían hacer” (SEP, 2006, p. 22, citado por Torres, 2009). Entendido así podemos darnos cuenta que el concepto de Kofotecnología se amplía a una amplia gama de productos, siempre y cuando estos tengan una intención de trabajo y atención para los alumnos sordos.
Existirán algunos materiales tecnológicos creados para personas sin discapacidad que no requieran de adecuaciones, otros a los que se requiera adecuar la forma de trabajo a fin de ajustarlos a personas sordas y los creados específicamente para atender las necesidades de esta población. Estos últimos tendrán en ocasiones una aplicación práctica en personas sin discapacidad. 